# 김동준 (1961년)
김동준(金東俊, 1961년 3월 21일~)은 대한민국의 정치인이다. 제6·7·8·9대 경상북도 의성군의원(2010~2023)이다.

## 학력
- 2009 영남외국어대학 인테리어건축토목과 졸업

## 경력
- 도리원초등학교 운영위원장
- 봉양 자율방범대원
- 봉양면 장학회·체육회 이사
- 민주평화통일자문회의 자문위원
- 의성군 노인복지회관 운영위원
- 의성경찰서 행정발전 위원
- 의성군 체육회 이사
- 의성군 축구협회 부회장
- 경상북도 씨름협회 부회장
- 의성문화원 이사
- 한나라당 봉양면 협의회장
- 의성법원 조정위원
- 의성검찰청 범죄예방 위원
- 의성군 산림조합 수석 이사
- 자유총연맹 의성군 부지부장
- 의성지청 범죄예방 위원
- 대구지방법원 의성지원 조정위원
- ㈜한성그린개발·봉양한우마실직영식당 대표
- 2010.07~2014.06 제6대 경상북도 의성군의회 의원
- 2010.07~2012.07 제6대 경상북도 의성군의회 전반기 총무위원회 위원장
- 2012.07~2014.06 제6대 경상북도 의성군의회 후반기 의회운영위원회 위원
- 2012.07~2014.06 제6대 경상북도 의성군의회 후반기 산업건설위원회 위원
- 2012.07~2014.06 제6대 경상북도 의성군의회 후반기 예산결산특별위원회 위원
- 2014.07~2018.06 제7대 경상북도 의성군의회 의원
- 2014.07~2016.07 제7대 경상북도 의성군의회 전반기 총무위원회 위원
- 2014.07~2016.07 제7대 경상북도 의성군의회 전반기 예산결산특별위원회 위원
- 2016.07~2018.06 제7대 경상북도 의성군의회 후반기
- 2018.07~2022.04 제8대 경상북도 의성군의회 의원
- 2018.07~2020.07 제8대 경상북도 의성군의회 전반기 총무위원회 위원
- 2018.07~2020.07 제8대 경상북도 의성군의회 전반기 의회운영위원회 위원
- 2018.07~2020.07 제8대 경상북도 의성군의회 전반기 예산결산특별위원회 위원
- 2020.07~2022.04 제8대 경상북도 의성군의회 후반기 총무위원회 부위원장
- 2022.07~2023.06 제9대 경상북도 의성군의회 의원
- 2022.07~2023.06 제9대 경상북도 의성군의회 전반기 총무위원회 위원
- 2022.07~2023.06 제9대 경상북도 의성군의회 전반기 의회운영위원회 위원
- 2022.07~2023.06 제9대 경상북도 의성군의회 전반기 산업건설위원회 위원
- 2022.08~2022.08 제9대 경상북도 의성군의회 통합신공항이전지원특별위원회 위원

## 수상
- 봉양면 도원2리·삼산3리 주민일동 감사패 2회
- 봉양면 이장협의회 감사패 2회
- 법무부장관 표창장 1회
- 행정자치부장관 감사장 1회
- 대구지방검찰청 검사장 표창장 1회
- 경찰청장 감사장 1회
- 경북경찰청장 감사장 1회
- 경찰서장 감사장 4회
- 의성군수 감사패 1회
- 의성교육장 감사패 1회
- 김대중 대통령 위촉장
- 노무현 대통령 위촉장
- 이명박 대통령 위촉장
- 박근혜 대통령 위촉장

## 의원직 상실
- 2023년 6월 1일 김동준 의성군의원, 집행유예형 확정…의원직 상실

## 역대 선거 결과
|  | 79.22% |

|  | 37.96% |

|  | 55.43% |

|  | 42.35% |

|  | 33.48% |